# Flugplatzrennen Wien-Aspern 1957

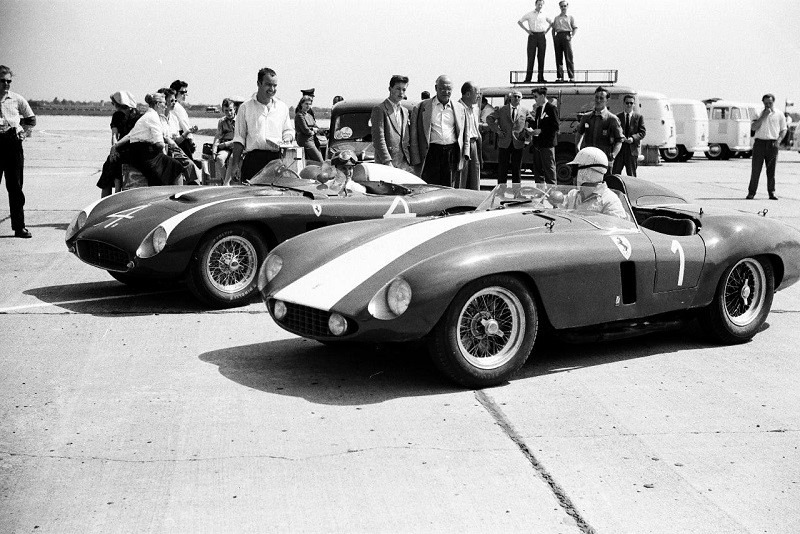
Links Peter Monteverdi im Ferrari 500TR und rechts Rennsieger Willy Daetwyler im Ferrari 750 Monza

Das zweite Internationale Flugplatzrennen Wien-Aspern, auch GP Wien, Flugplatzrennen Wien-Aspern, fand am 28. April 1957 auf dem Flugplatzkurs Aspern statt. Das Rennen zählte zu keiner Rennserie.

## Das Rennen
Seit 1956 wurden auf dem 1912 eröffneten Flughafen Aspern im 22. Wiener Gemeindebezirkes Donaustadt Autorennen ausgetragen. 1957 fanden an einem Tag vier Rennen statt. Das Rennen für GT-Fahrzeuge über 1,6-Liter-Hubraum gewann der deutsche Industrielle Kurt Zeller, die Veranstaltung für GT-Wagen unter 1,6-Liter-Hubraum der Österreicher Ernst Vogel. Nach einem weiteren GT-Rennen (Fahrzeuge bis 1,3-Liter-Hubraum), das der Engländer Tony Hogg auf einem Lotus Eleven für sich entschied, folgte der Höhepunkt des Tages; das Rennen der Sportwagen, wo auch die Scuderia Ferrari gemeldet hatte. Die drei Werkswagen feierten einen Dreifachsieg. Willy Daetwyler siegte auf einem Ferrari 750 Monza vor François Picard und Gino Munaron, die jeweils einen Ferrari 500TR fuhren.

## Ergebnisse

### Schlussklassement
| 1               | S + 1.5 | 1  | Scuderia Ferrari        | Willy Daetwyler         | Ferrari 750 Monza  | 30 |
| 2               | S + 1.5 | 3  | Scuderia Ferrari        | François Picard         | Ferrari 500TR      | 30 |
| 3               | S + 1.5 | 2  | Scuderia Ferrari        | Gino Munaron            | Ferrari 500TR      | 30 |
| 4               | S + 1.5 | 4  | Peter Monteverdi        | Peter Monteverdi        | Ferrari 500TR      | 30 |
| 5               | S 1.5   | 10 | Richard von Frankenberg | Richard von Frankenberg | Porsche 550RS      | 30 |
| 6               | S 1.5   | 11 | Ernst Vogel             | Ernst Vogel             | Porsche 550 Spyder | 29 |
| Ausgefallen     |         |    |                         |                         |                    |    |
| 7               | S 1.5   | 12 | Friedrich Huber         | Friedrich Huber         | Porsche Spezial    |    |
| 8               |         |    |                         | Howard Hively           | Ferrari 500TR      |    |
| Nicht gestartet |         |    |                         |                         |                    |    |
| 9               | S + 1.5 | 5  | Josef Huber             | Josef Huber             | Bugatti Type 37    | 1  |

1 technische Abnahme nicht bestanden

### Nur in der Meldeliste
Hier finden sich Teams, Fahrer und Fahrzeuge, die ursprünglich für das Rennen gemeldet waren, aber aus den unterschiedlichsten Gründen daran nicht teilnahmen.
| Pos. | Klasse  | Nr. | Team           | Fahrer            | Chassis              |
| ---- | ------- | --- | -------------- | ----------------- | -------------------- |
| 10   | S 1.5   | 14  | Ludwig Bendl   | Ludwig Bendl      | Porsche 550          |
| 11   | S 1.5   | 15  | Ludwig Fischer | Ludwig Fischer    | Porsche 550          |
| 12   | S 1.5   | 16  | J. Goethals    | J. Goethals       | Porsche 550          |
| 13   | S + 1.5 | 34  | Erich Pagani   | Erich Pagani      | Austin-Healey        |
| 14   | S + 1.5 | 40  | ÖASC           | Peter Blaimschein | Lancia GT            |
| 15   | S + 1.5 | 44  | Lothar Rafael  | Lothar Rafael     | Mercedes-Benz 190 SL |
| 16   | S 1.5   | 62  | ÖSAC           | H. P. Fürst       | Denzel               |
| 17   | S 1.5   | 63  | Walter Huber   | Walter Huber      | Porsche 356 1300     |

### Klassensieger
| Klasse  | Fahrer                  | Fahrzeug          | Platzierung im Gesamtklassement |
| ------- | ----------------------- | ----------------- | ------------------------------- |
| S + 1.5 | Willy Daetwyler         | Ferrari 750 Monza | Gesamtsieg                      |
| S 1.5   | Richard von Frankenberg | Porsche 550RS     | Rang 5                          |

### Renndaten
- Gemeldet: 17
- Gestartet: 8
- Wetter am Renntag:
- Streckenlänge: 2,730 km
- Siegerschnitt: 113,480 km/h
- Schnellste Trainingszeit: Willy Daetwyer – Ferrari 750 Monza (#1)
- Schnellste Rennrunde: Willy Daetwyer – Ferrari 750 Monza (#1) – 1.21.800 – 120,140 km/h